# Bizya
Bizya (łac. Archidiœcesis Bizyenus) – stolica historycznej archidiecezji w Cesarstwie Rzymskim (prowincja Europa), współcześnie w Turcji. Pierwszym wzmiankowanym biskupem jest Euprepiusz (V w.). Od 1933 jest katolickim arcybiskupstwem tytularnym, od 1970 nie jest obsadzona.

## Arcybiskupi tytularni
| Lp. | Biskup                         | Od                   | Do                |
| --- | ------------------------------ | -------------------- | ----------------- |
| 1   | José Garibi Rivera             | 22 grudnia 1934      | 18 lutego 1936    |
| 2   | Luis María Altamirano y Bulnes | 1 maja 1937          | 12 grudnia 1941   |
| 3   | Gerald Murray CSsR             | 22 stycznia 1944     | 3 stycznia 1951   |
| 4   | Aleksandar Tokic               | 3 stycznia 1952      | 14 listopada 1955 |
| 5   | Evangelista Vanni OFMCap.      | 21 listopada 1955    | 9 maja 1962       |
| 6   | Frédéric Lamy                  | 24 października 1962 | 10 grudnia 1970   |